# La Genevraie

La Genevraie este o comună în departamentul Orne, Franța. În 1 ianuarie 2022 avea o populație de 91 de locuitori.